# سازمان زندان‌ها و اقدامات تأمینی و تربیتی کشور
سازمان زندان‌ها و اقدامات تأمینی و تربیتی کشور سازمانی دولتی برای نظارت بر زندان‌ها در ایران است که به‌طور مستقیم زیر نظر رئیس قوه قضائیه فعالیت می‌کند.
از ۱۹ آبان ۱۴۰۰ غلامعلی محمدی با حکم رئیس قوه قضائیه به ریاست این سازمان منصوب شده‌است.

## پیشینه
در تیر ۱۳۵۶، قانون تأسیس سازمان اقدامات تأمینی و تربیتی در مجلس تصویب شد و اساسنامهٔ آن در ۱۳۵۶/۱۱/۱۵ به تصویب کمیسیون‌های مربوطِ در مجلس سنا و مجلس شورای ملی رسید. بدین ترتیب، «سازمان اقدامات تأمینی و تربیتی» به‌عنوان سازمانی مستقل در وزارت دادگستری تشکیل شد.
پس از انقلاب ۱۳۵۷، با تصویب شورای انقلاب، امور زندان‌ها بر عهدهٔ وزارت دادگستری گذاشته شد و سازمان اقدامات تأمینی و تربیتی منحل شد. پس از تشکیل شورای‌عالی قضایی، با تصویب شورای انقلاب در اردیبهشت ۱۳۵۹، مسئولیت ادارهٔ زندان‌ها به شورای سرپرستی زندان‌ها زیر نظر دادستان کل کشور سپرده شد. این شورا مرکب از سه نفر به انتخاب شورای‌عالی قضایی بود. بدین‌ترتیب امور زندان‌ها از قوهٔ مجریه به قوهٔ قضائیه منتقل شد.
با تصویب مجلس در بهمن‌ماه ۱۳۶۴، شورای سرپرستی زندان‌ها و اقدامات تأمینی و تربیتی کشور به «سازمان زندان‌ها و اقدامات تأمینی و تربیتی کشور» تبدیل شد.

## رؤسای سازمان
اسامی رؤسای سازمان از آغاز فعالیت در سال ۱۳۶۵ تاکنون عبارتند از:
- مجید انصاری (اوایل ۱۳۶۵–خرداد ۱۳۶۷)
- محمداسماعیل شوشتری (۴ خرداد ۱۳۶۷–شهریور ۱۳۶۸)[۸]
- سید اسدالله لاجوردی (شهریور ۱۳۶۸–۱۳۷۶)
- سید مرتضی بختیاری (۱۳۷۶–۱۳۸۳)
- علی‌اکبر یساقی (۱۳۸۳–شهریور ۱۳۸۸)
- غلامحسین اسماعیلی (شهریور ۱۳۸۸–۳ اردیبهشت ۱۳۹۳)
- علی‌اصغر جهانگیر (۳ اردیبهشت ۱۳۹۳–۲۰ خرداد ۱۳۹۹)[۹][۱۰]
- محمدمهدی حاج‌محمدی (۲۰ خرداد ۱۳۹۹–۱۹ آبان ۱۴۰۰)[۱۱]
- غلامعلی محمدی (۱۹ آبان ۱۴۰۰–اکنون)[۱۲]